# Nativitat de Jesús

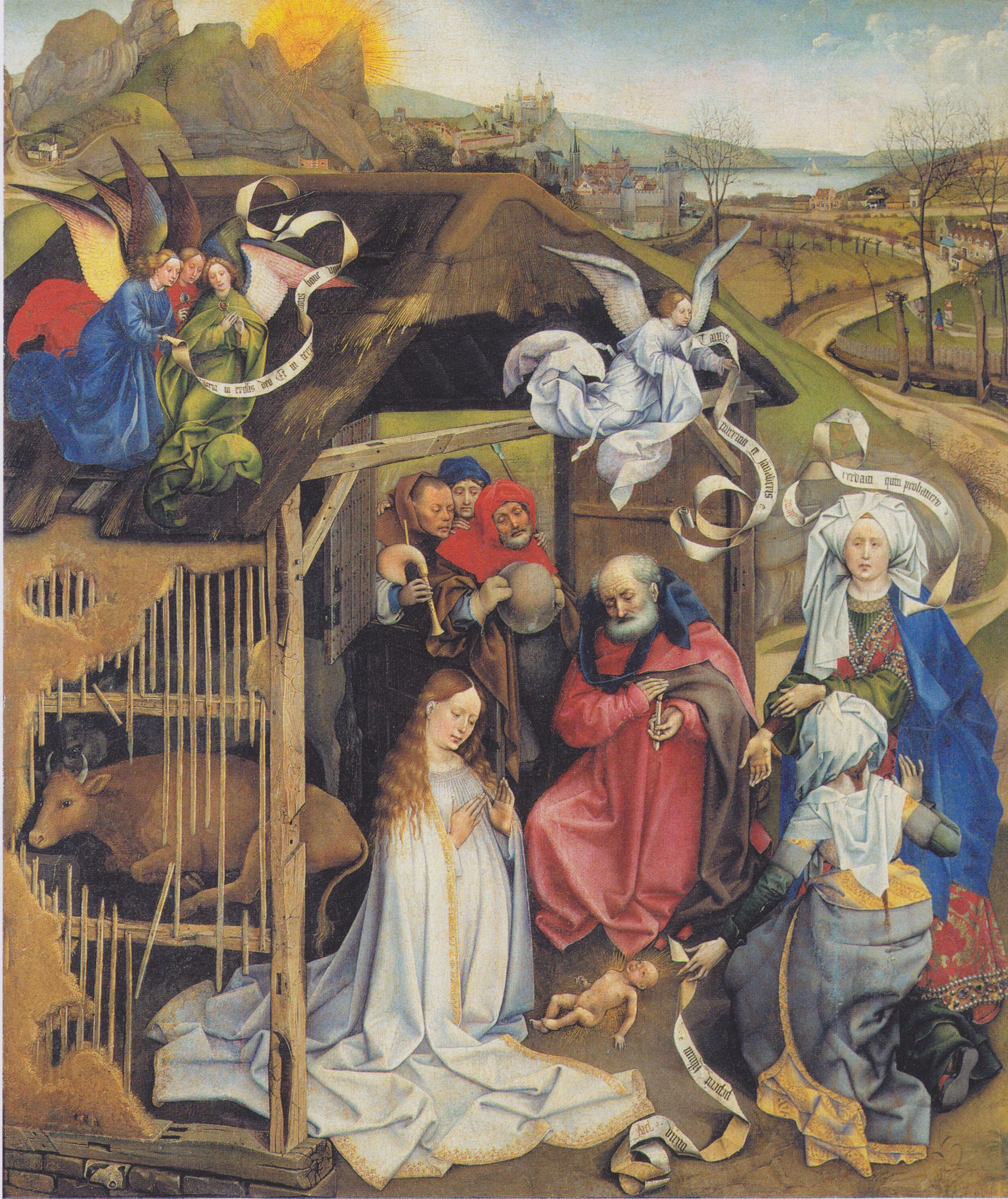
La Nativitat de Robert Campin (1420-1425)

La Nativitat de Jesús, per als cristians la Nativitat de Nostre Senyor Jesucrist o simplement la Nativitat, es refereix al fet del naixement de Jesús de Natzaret, la figura central del cristianisme i és considerat el Fill de Déu pels cristians. Aquest fet va ser documentat pels evangelis i en diversos textos apòcrifs i és un exemple del naixement miraculós present a moltes mitologies.

## Al Nou Testament
Els relats sobre la Nativitat de Jesús al Nou Testament apareixen només a l'Evangeli segons Lluc i segons Mateu. Entre els estudiosos ha existit discrepàncies sobre si aquestes dues narracions són complementàries o si són completament contradictòries.
La història es narra a l'evangeli segons Lluc (Lluc 2:1-7) on explica com Maria i Josep s'havien desplaçat a Betlem per atendre a un edicte d'empadronament ordenat per Cèsar August quan la Mare de Déu es va posar de part. No havien pogut trobar cap allotjament i es varen instal·lar en un pessebre. Després del part el Nen Jesús va ser faixat amb bolquers i dipositat en una menjadora per al bestiar. Els àngels presents per a acompanyar al nou messies varen difondre la notícia.

## En l'art

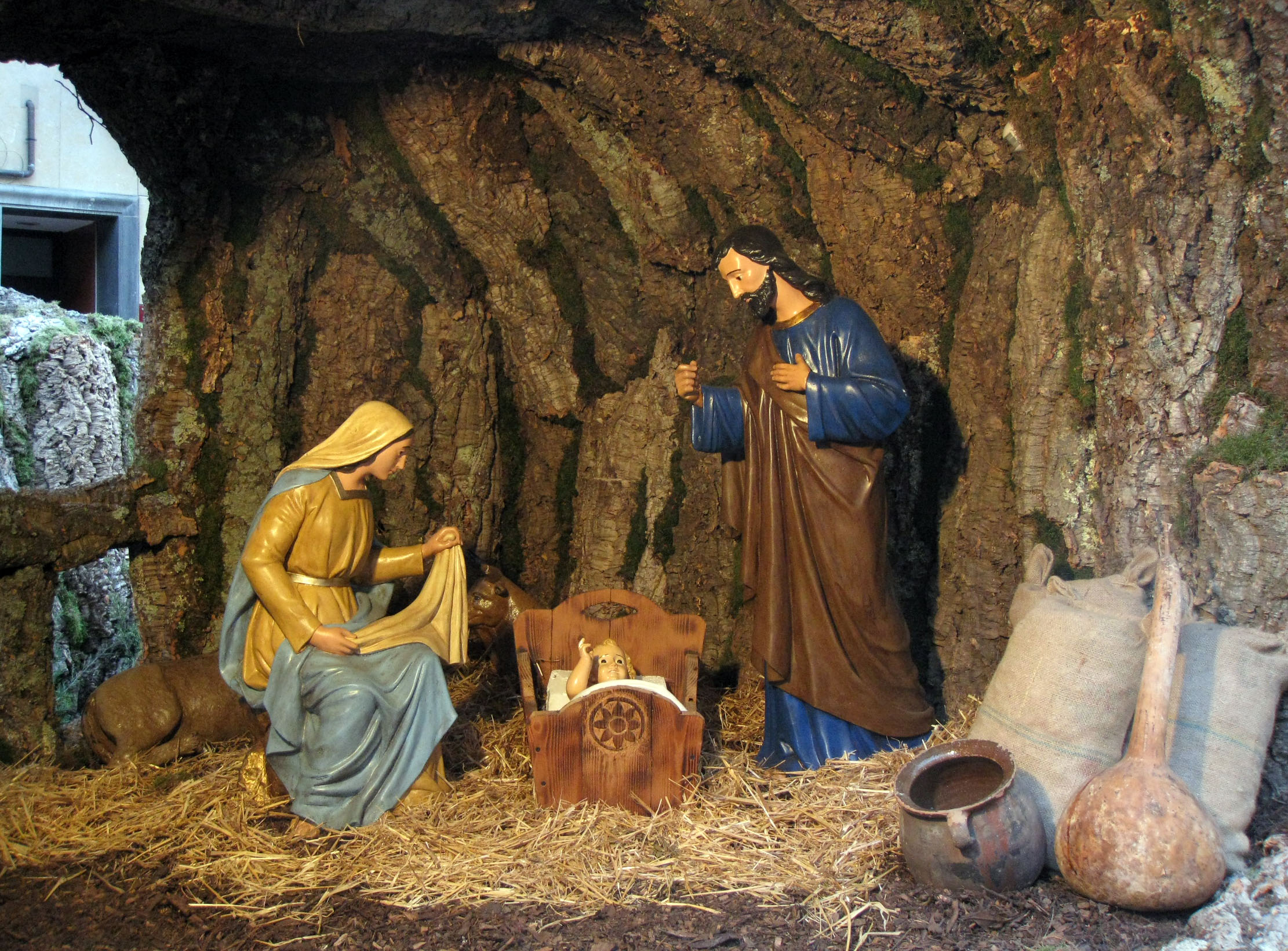
El Naixement, pessebre davant l'Ajuntament de Terrassa, Nadal del 2011

El tractament que ha tingut en l'art ha evolucionat presentant la Mare de Déu ajaguda en un llit fins al segle xiv i posteriorment apareix agenollada adorant l'infant o asseguda al seu costat. Sant Josep era inicialment representant com una figura secundària d'aspecte trist, si bé va evolucionar ocupant els gestos d'adoració de Maria. El Nen Jesús es representa jagut sobre dins d'un cistell o menjadora plena de palla, o sobre un llençol o el mantell de Maria. Habitualment porta bolquers, si bé en aquest període se'l mostre despullat. Durant el renaixement feia el gest de beneir. Els àngels cantant Gloria in Excelsis Deo varen començar a representar-se a partir del segle vi. El bou i l'ase varen aparèixer a partir de l'any 343 i alguns estudiosos varen associar-los simbòlicament amb el judaisme (bou) i el paganisme (ase) interpretant el text d'Isaïes on diu "Un bou coneix el seu propietari, i un ase, l'estable del seu amo, però a mi, Israel no em coneix, el meu poble m'ignora" ［Isaïes 1:3］. En la cultura popular catalana, la Nativitat ha inspirat especialment la creació de pessebres.

## Aspectes teològics
La Nativitat de Jesús a la teologia cristiana es refereix a l'encarnació de Jesús en forma humana, lliure del pecat i actuant en obediència i en compliment de la voluntat divina de Déu, a fi de desfer el danys causats per la caiguda del primer home, Adam, i permetre l'oportunitat de la salvació. Els primers debats sobre la teologia de la Nativitat varen donar lloc als primers cismes de l'Església al segle v.